# Lelio Scanavini
(L. Scanavini)
Lelio Scanavini (Milano, 1939) è un poeta, scrittore, saggista ed editore italiano.

## Biografia
Lelio Scanavini, nelle sue raccolte poetiche, mostra una particolare attenzione al rapporto tra scrittura e arti visive: la sua prima silloge Sequenze rosso 1, pubblicata nel 1968, contiene sei sue poesie e sei serigrafie del pittore Adriano Foschi; Per Lucio Fontana, plaquette scritta insieme al poeta Enzo Bontempi e pubblicata nello stesso anno, che include già nel titolo un riferimento al padre dello Spazialismo, comprende disegni degli artisti Giovanni Carpentieri, Loris Ferrari e Adriano Foschi. Al 1969 risale la sua prima raccolta organica Quattro «M!» per voce sola, nella quale compaiono delle “variazioni geometriche” di Giovanni Carpentieri. Nel 1978 Lelio Scanavini pubblica Litosfera, che include sei distorsioni di Franco Grignani. 
Il 1999 è l'anno di pubblicazione di Atlante. Piccolo poema allegorico (1991-1993), che contiene anche vari materiali linguistici, letterari e no, prelevati e “cuciti” in versi-fotogramma.
Nel 2000 si assiste ad una svolta nella produzione poetica dell'autore, già anticipata con l'innesto di materiali “esterni” in Atlante: Lelio Scanavini dà alle stampe, attribuendoli però a personalità note al grande pubblico, quattro volumi all'interno della collana “Hacker” dell'Editrice «I Dispari» di Milano: Poesie di Roberto Formigoni, Poesie di Gherardo Colombo, Poesie di Renato Dulbecco, Poesie di Umberto Eco, a cura di Lelio Scanavini. È un'operazione di arte concettuale, così commentata da un critico: «Ci si chiede chi sia il poeta, se Scanavini, oppure Eco, Dulbecco, Colombo e Formigoni. Io farei prevalere ―pur riconoscendo il contributo degli “oratori”― la figura del curatore, che in ogni caso utilizza le parole pronunciate da questi noti personaggi per dispiegare su carta versi dettati dalla propria convinzione ed esperienza».
La produzione poetica di Lelio Scanavini è contraddistinta da un coerente percorso umano e artistico; i testi del poeta, a partire dalla prima metà degli anni sessanta, sono caratterizzati sempre più da un'insofferenza nei confronti dei ritmi e dei versi tradizionali che lo porterà, nel decennio successivo, verso posizioni più sperimentalistiche; nella silloge Litosfera del 1978, infatti, Scanavini, più che scrivere, sembra dipingere in maniera sintetica ed essenziale i versi, in linea con le tendenze artistiche degli anni settanta: «È un desiderio di sintesi che nasce da una tensione alla semplificazione; ma è anche, al contempo, una reazione ai cromatismi descrittivi della lirica tradizionale», unita al rifiuto dell'”io” poetico. Trascorso un decennio dalla pubblicazione di Litosfera, attraverso un'operazione d'arte concettuale, Lelio Scanavini giunge all'annullamento della figura del poeta: nei quattro volumi editi nella collana “Hacker” sopraccitata il poeta si declassa a semplice curatore e, utilizzando pezzi di discorsi e interviste di personaggi pubblici, continua comunque a produrre poesia. La poesia è oggi possibile, sembra dire Lelio Scanavini, solo in quanto “a cura di”.
Sull'opera poetica di Lelio Scanavini hanno scritto vari critici letterari e intellettuali, fra i quali si segnala Alfredo Giuliani, curatore dell'antologia I Novissimi e teorico del Gruppo 63. Lo studioso, a proposito dell'operazione Hacker del poeta milanese, così si esprime: «Prima di sfogliare gli sconcertanti volumetti, vediamo perché e in quale modo il "curatore" ha organizzato il Blitz. Forse stufo della poesia scritta dai poeti di oggi, Scanavini dichiara la convinzione che ormai bisogna rassegnarsi all'assenza dell'io poetante. Questi sembra non avere scampo, dato che l'io, non più "soggetto", è ridotto alla terziarietà, alienato in funzioni di servizio».
Alla produzione poetica Lelio Scanavini ha sempre affiancato gli scritti di saggistica e critica letteraria; sue poesie e interventi critici sono comparsi su numerose riviste, fra cui: "Il Verri", "NAC", "Terra del Fuoco", "Scibbolet", "Confini", "Qui", "Yale Italian Poetry", "Pagine" e "Il Segnale".
Lelio Scanavini ha fondato nel 1968 la casa Editrice I Dispari di Milano, che ha pubblicato, negli ultimi decenni, numerose collane. Tra queste, si segnala la collana di classici dedicata ai ragazzi “Gli allori”, nella quale ha dato alle stampe una “traduzione” per gli alunni delle scuole medie, in italiano moderno, dell’Inferno di Dante (1994). Una recensione apparsa sul quotidiano “La Repubblica” commenta l'operazione editoriale: «Fa capolino anche un omaggio alla modernità: nel "quarto cerchio", condannati a spingere col petto pesanti macigni, ci sono gli avari e... i consumisti. Non manca nemmeno un intento moralistico, perciò ampio spazio hanno corrotti e corruttori, peccatori ancora così grottescamente e ostinatamente numerosi nel presente». Nella collana usciranno, tra il 1994 e il 1997, “traduzioni” di Boccaccio, Bandello, Leonardo, Basile, mentre un altro testo per ragazzi, La vita e le sue origini (2011), sarà pubblicato nella collana “Tracce”.
Nella collana “Sisifo” si ricorda invece l'edizione di tutte le poesie del poeta Enzo Bontempi, a cura di Lelio Scanavini e Giuseppina Scanavini Bontempi e con prefazione di Roberto Sanesi (1989). Il sodalizio con Enzo Bontempi (Milano, 13 settembre 1919 – Milano, 27 dicembre 1977), oltre a essere fondato su solidi rapporti personali, era rinforzato dalla comune attività pedagogica: insegnanti entrambi delle scuole elementari, Lelio Scanavini (attivo nell'insegnamento negli anni 1961-‘91) è stato sindacalmente e didatticamente impegnato, mentre di Enzo Bontempi (al quale sono oggi intitolate due scuole Primarie) si ricorda la fondamentale esperienza della classe IV mista.
Tra le attività della casa editrice «I Dispari» c'è la pubblicazione de Il Segnale, rivista fondata nel 1981 dallo stesso Lelio Scanavini insieme ad altri intellettuali. La pubblicazione, con uscita quadrimestrale, è impegnata soprattutto nella diffusione e nell'analisi della poesia contemporanea ed è una delle storiche riviste letterarie italiane del XX secolo. E proprio su "Il Segnale" sono apparse, nel corso degli ultimi anni, alcune poesie inedite a tutt'oggi in volume e una parte rilevante dei testi critici di Lelio Scanavini.

## Opere

### Poesia
- Sequenze rosso 1, Editrice «I Dispari», Milano, 1968
- Per Lucio Fontana, in collaborazione con il poeta Enzo Bontempi, Editrice Magenta, Varese, 1968
- Quattro «M!» per voce sola, Editrice «I Dispari», Milano, 1969
- Litosfera, Editrice «I Dispari», Milano, 1978
- Atlante. Piccolo poema allegorico (1991-1993), in Pòiesis, numero speciale 19-20, Antologia Poesia degli anni Novanta, Roma, 1999.
- Poesie di Roberto Formigoni, Editrice «I Dispari», Milano, 2000
- Poesie di Gherardo Colombo, Editrice «I Dispari», Milano, 2000
- Poesie di Renato Dulbecco, Editrice «I Dispari», Milano, 2000
- Poesie di Umberto Eco, Editrice «I Dispari», Milano, 2000
- Poesie inedite (1962-1968) di Lelio Scanavini, in «Incroci», XVII (2016), 34, pagg. 57ss

### Saggistica
- Pane giallo pane nero. 1945-1954. La memoria salvata dai ragazzini, in collaborazione con Alfredo Tamisari, Editrice «I Dispari», Milano, 1995
- Tra il dire e il fare. Note del tutto superflue su poeti e poesia, in «Il Verri», n. 40 - giugno 2009
- Veniva l'inverno veniva l'inferno. 1915-1954 Trent'anni di due guerre. Testimonianze raccolte da scolari di quinta elementare a Bollate nel 1973 e nel 1975, Editrice «I Dispari», Milano, 2020
- Scartafaccio. Scritti randagi, Joker Edizioni, Novi ligure (Al), 2021. Pagine di critica e pensieri

### Opere visive (selezione)
- Anni Settanta, in Il Segnale, n. 59, 2001
- Risposta ecc., in Il Segnale, n. 60, 2001